# Мадрасо-и-Очоа, Федерико
Федерико Мадрасо-и-Очоа (исп. Federico de Madrazo y Ochoa, 1875, Рим — 1935, Мадрид) — испанский художник-портретист, представитель династии художников Мадрасо.

## Жизнь и творчество
Федерико Мадрасо-и-Очоа работал преимущественно в Мадриде и в его окрестностях, а также в Париже. Принадлежал к известной семье художников, включавшей также его отца, Раймундо де Мадрасо, дядю Рикардо де Матрасо-и-Гаррета, деда Федерико Мадрасо-и-Кунтца и прадеда, Хосе де Мадрасо. В своей работе художник сотрудничал с Жаном Кокто, написав также знаменитый его портрет, в частности в 1912 году вместо с Ж. Кокто создавая либретто для постановки одноактного балета «Синий бог» для Русского балета Сергея Дягилева.

## Галерея

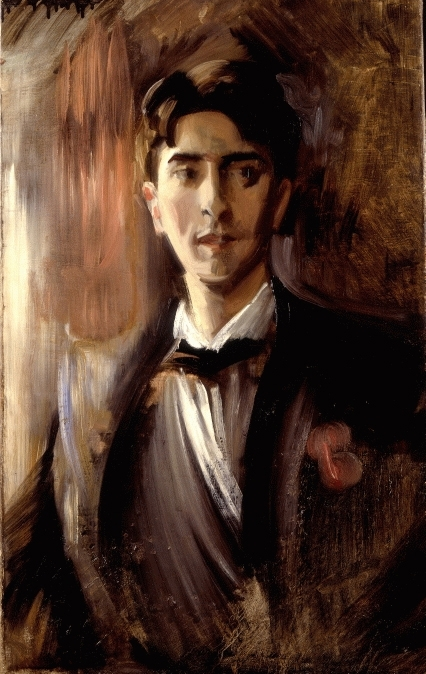
Портрет Жана Кокто
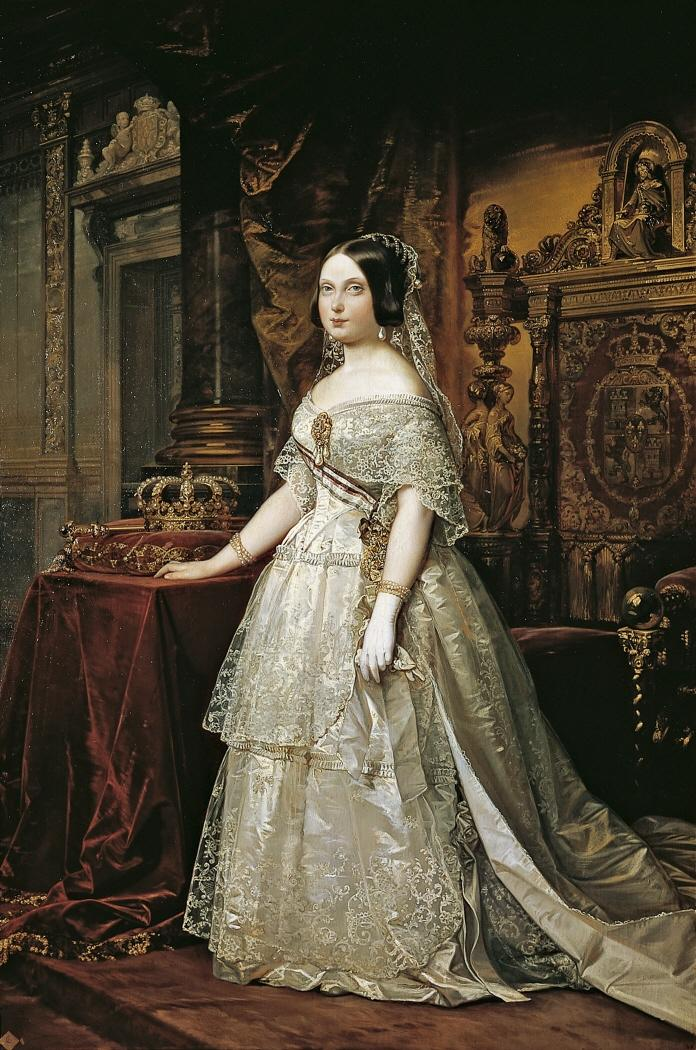
Портрет королевы Изабеллы II Испанской, написанный дедом художника - придворным портретистом Федерико де Мадрасо-и-Кунцем.

## Дополнения
- Избранные работы Ф.Мадрасо-и-Очоа
- Коллекция произведений Ф.Мадрасо-и-Очоа